# Stegana plesia
Stegana plesia är en tvåvingeart som beskrevs av Tsacas och Chassagnard 1996. Stegana plesia ingår i släktet Stegana och familjen daggflugor.
Artens utbredningsområde är Kenya. Inga underarter finns listade i Catalogue of Life.